# Batalha de Castricum
A Batalha de Castricum (6 de outubro de 1799) foi um confronto militar travado entre as forças franco-batavas e um exército anglo-russo, na cidade de Castricum, na Holanda. Lutada no contexto da Guerra da Segunda Coalizão contra a França Revolucionária, ingleses e russos tentavam avançar pelo norte da Europa, tentando destruir o Estado satélite francês da República Batava e, assim, minar o poder hegemônico da França na região. Os franceses, contudo, se saíram vitoriosos e botaram os exércitos inimigos em fuga.